# 六フッ化プルトニウム
六フッ化プルトニウム (PuF6)はプルトニウムのフッ化物の中で酸化数が最大のものである。レーザー濃縮により中性子照射したウランから純粋なプルトニウム239を抽出できる可能性があるため注目されている。プルトニウム239の高純度化は、プルトニウム240の自発核分裂による過早爆発を避けるために極めて重要となるからである。
赤褐色で揮発性の結晶質固体で、昇華熱 12.1 kcal/mol、気化熱 7.4 kcal/molである。腐食性が強く、自らが放つ放射線で分解されてしまうため、取り扱いは困難である。
四フッ化プルトニウム(PuF4)に単体フッ素のような強力なフッ素化剤を作用することで生成する。
{\displaystyle {\ce {PuF4\ + F2 -> PuF6}}}
三フッ化プルトニウムや酸化プルトニウムのフッ素化でも生成できる。
{\displaystyle {\ce {2PuF3\ + 3F2 -> 2PuF6}}}
{\displaystyle {\ce {PuO2\ + 3F2 -> PuF6\ + O2}}}
1984年に二フッ化二酸素を用いることで低温で六フッ化プルトニウムを生成できることが発見された。従来は高温で反応させる必要があり、六フッ化プルトニウムがすぐに分解してしまうことが問題となっていた。
フッ化水素酸は強力なフッ素化剤であるが、六フッ化プルトニウムの生成には十分ではない。
520 nm以下の波長のレーザーを照射すると五フッ化プルトニウムとフッ素に分解し 、さらに照射を続けると四フッ化プルトニウムとなる。